# Manicaland
Manicaland este o provincie (diviziune de gradul I) în partea de est a statului Zimbabwe. Reședința este orașul Mutare.

## Districte
Provincia are un număr de 7 districte:
- Buhera
- Chimanimani
- Chipinge
- Makoni
- Mutare
- Mutasa
- Nyanga